# (947) Монтероса
(947) Монтероса (лат. Monterosa) — астероид главного пояса, который был открыт 8 февраля 1921 года немецким астрономом Фридрихом Швассманом в Гамбургской обсерватории, Гамбург, Германия. Астероид назван в честь пассажирского судна Monte Rosa Hamburg Südamerikanische Dampfschifffahrtsgesellschaft, которое Гамбургский университет использовал для экспедиций в Северное море.

## Орбитальные характеристики
Орбита астероида имеет большую полуось 2,7513 а. е., эксцентриситет 0,24975 и наклон относительно эклиптики 6°.

## Физические характеристики
На основании кривых блеска, полученных в 2007 году, определён период вращения астероида, равный 5,164 ч., и изменение блеска, равное 0,23 звёздной величины.